# 提格雷尼亚人 (厄立特里亚)
提格雷尼亚人（：、ብሄረ或ትግርኛ，Təgrəñña），又称比赫尔-提格雷尼亚人、凯贝萨人，是厄立特里亚的一个土著民族，讲提格雷尼亚语。此外，海外存在相当数量的提格雷尼亚人社区。